# Pachycereus hollianus
Pachycereus hollianus är en kaktusväxtart som först beskrevs av Frédéric Albert Constantin Weber, och fick sitt nu gällande namn av Franz Buxbaum. Pachycereus hollianus ingår i släktet Pachycereus och familjen kaktusväxter. Inga underarter finns listade i Catalogue of Life.